# Perseroan Terbatas
Private indonesische Gesellschaftsformen sind zum einen die weit verbreiteten unbeschränkt haftenden Personengesellschaften in Form von Einzelunternehmen, Firmen oder beschränkt haftenden Handelsgesellschaften wie die Commanditaire Vennootschap, abgekürzt CV. Demgegenüber stehen die haftungsbeschränkten Kapitalgesellschaften wie die Perseroan Terbatas, die als einzige Gesellschaftsform den Status einer juristischen Person erreicht.
Die Perseroan Terbatas, abgekürzt PT, bezeichnet in der indonesischen Landessprache übersetzt Gesellschaft mit beschränkter Haftung (Perseroan=Gesellschaft, terbatas=beschränkt).
Verglichen mit dem deutschen Gesellschaftsrecht ist die Gesellschaftsform der indonesischen Perseroan Terbatas eine Mischform zwischen einer Gesellschaft mit beschränkter Haftung, abgekürzt GmbH und einer Aktiengesellschaft (AG), die Rechtsform gleicht allerdings mehr der AG. Die dem Indonesischen verwandte malaiische Sprache verwendet für diese Form der Kapitalgesellschaft den Begriff Berhad – abgekürzt BHD. Im britischen Gesellschaftsrecht gleicht dies der Rechtsform der Public Limited Company (PLC) (englisch limited ‚beschränkt‘, hier „haftungsbeschränkt“; englisch company ‚Unternehmen‘) – börsennotiert oder nicht.

## Geschichte der Kapitalgesellschaften
Die im Jahre 1602 von Johan van Oldenbarnevelt ins Leben gerufene Niederländische Ostindien-Kompanie (niederländisch Vereenigde Oostindische Compagnie; Vereenigde Geoctroyeerde Oostindische Compagnie, abgekürzt V.O.C., VOC oder kurz Compagnie) war die erste in Form einer Aktiengesellschaft organisierte Unternehmung. Ihr Hauptquartier für die Handelsschifffahrt wurde bald darauf von Jan Pieterszoon Coen in der VOC-Niederlassung in Batavia, der heutigen indonesischen Hauptstadt Jakarta auf der Insel Java, gegründet. Die mit Handelsmonopol und Hoheitsrechten ausgestattete Gesellschaft sammelte ein Startkapital von 6,5 Millionen Gulden bei den Bürgern Hollands ein.
Bald nach der Gründung wurden die ausgegebenen Anteile an der Amsterdamer Börse handelbar. Nach der Auflösung der VOC im Jahre 1799 und einer kurzen französischen Besatzung der Niederlande gelangten die Kolonien in Niederländisch-Indien (auch Niederländisch Ostindien) im Jahre 1814 wieder unter niederländische Verwaltung. Unter dem Einfluss des französischen Code civil (Zivilgesetzbuch) und dem code de commerce (Handelsgesetzbuch) aus den Jahren 1804 und 1807 verabschiedete die Niederlande im Jahre 1838 das Burgerlijk Wetboek (Niederländisches Zivilgesetzbuch) – abgekürzt BW und das Wetboek van Koophandel (Niederländisches Handelsgesetzbuch) – abgekürzt WvK. Jenes Handelsgesetzbuch unterscheidet Personengesellschaften in Nichthandels- und Handelsgesellschaften. Bis dahin finden sich gesetzliche Bestimmungen zur Nichthandelsgesellschaft maatschap im bürgerlichen Gesetzbuch Burgerlijk Wetboek (maatschap, Art. 1655 BW), Regelungen zu Handelsgesellschaften wie der OHG (Eerste Boek, III. Titel, Seite 5, vennootschap onder firma, V.O.F., Art. 16 ff. WvK), der KG (Eerste Boek, III. Titel, Seite 5, commanditaire vennootschap, C.V., Art. 19-21 WvK) und der niederländischen Aktiengesellschaft Naamloze vennootschap – abgekürzt N.V. oder NV (Eerste Boek, III. Titel, Seite 9, Van den naamlooze vennotschap, N.V., Art. 36 ff. WvK) sind dagegen im WvK. Dieses Handelsgesetzbuch wurde von den Niederländern auch in Niederländisch-Indien eingeführt und blieb auch nach der Unabhängigkeit Indonesiens am 17. August 1945 das Indonesische Handelsgesetzbuch. Reformen der Kolonialmacht wie das neue Handelsgesetzbuch, das am 2. Juli 1928 beschlossen wurde und am 1. April 1929 in Kraft trat, fanden in den Kolonien kaum mehr Eingang. Als sich die niederländische Regierung Mitte des 19. Jahrhunderts aus dem Handel in
Niederländisch-Ostindien zurückzog, folgten der VOC private Gesellschaften, die den landwirtschaftlichen Handel als Beratungs- und Finanzdienstleister oder auch Anteilseigner organisierten.
Sie übernahmen die Funktionen der VOC in Indonesien und entlang der Handelsrouten von 1824 bis zu deren Verstaatlichung im Jahr 1960. Die erste Kulturbank in Niederländisch-Ostindien war die Niederländische Handelsgesellschaft (Nederlandsche Handel Maatschappij N.V.) – abgekürzt NHM. Ihr folgten die Nederlandsch-Indische Handelsbank und die 1878 gegründete Handelsvereniging Amsterdam N.V. (HVA International) – abgekürzt HVA, abermals organisiert als Aktiengesellschaft.

## Rechtsform
Getragen von Deregulierungsbemühungen seit den 1980er Jahren trat am 7. März 1996 das neue indonesische, im Vorjahr verabschiedete Gesetz über Gesellschaften mit beschränkter Haftung in Kraft, Undang-Undang tentang Perseroan Terbatas Gesetz Nr. 1/1995 – abgekürzt UUPT. Ungeachtet der wörtlichen Übersetzung handelt es sich um die rechtlichen Bestimmungen von Aktiengesellschaften. Mit diesem Gesetz UUTP wurden die fast 150 Jahre alten Regelungen der Artikel 36 bis 56 des indonesischen Handelsgesetzbuch (Kitab Undang-undang Hukum Dagang – abgekürzt KUHD) von 1847 abgelöst (Wetboek van Koophandel, Staatsblad 1847: 23), das seinerseits weitgehend mit dem niederländischen Wetboek van Koophandel von 1838 überein stimmte. Bis auf die Änderung des Stimmrechts der Aktionäre (Gesetz Nr. 4/1971) waren die 21 Artikel unverändert geblieben. Globalisierung und Nebeneinander von Kolonial- und regional verankertem Gewohnheitsrecht in der Praxis
erforderten eine einheitliche Rechtsordnung. Diese nahezu internationale Standards des Kapitalgesellschaftsrechts erreichende Reformen der Rechtsgrundlage einer PT wurden 2007 umfassend erneuert (Undang-Undang Perseroan Terbatas, Law No. 40/2007 on Limited Liability Companies).

### Haftung
Grundsätzlich haften die Gesellschafter nicht für die Verbindlichkeiten einer P.T. (Art. 3 Abs. 1 UUPT).

### Gründung
Die Gründung einer Perseroan Terbatas erfordert wenigstens zwei Gründer. Diese können natürliche oder juristische Personen sein (Art. 7 Abs. 1 UUPT). Eine Ausnahme gilt nach altem wie neuem Recht für Staatsgesellschaften (Badan Usaha Milik Negara), welche keinen zweiten Gesellschafter benötigen (Art. 7 Abs. 6 UUPT). Nach der Eintragung der vom Ministerium genehmigten Gründungsurkunde (Art. 7 Abs. 1 UUPT) mit Satzung (Art. 8 Abs. 1 UUPT) im Handelsregister (Daftar Perusahaan – Liste von Unternehmungen) folgt die Veröffentlichung im Staatsanzeiger der Republik Indonesien (Tambahan Berita Negara – Nachtrag zu staatlichen Mitteilungen). Damit erhält die Gesellschaft den Status einer juristischen Person. Bis zum Abschluss des Verwaltungsakt haften die Gesellschafter persönlich. Spätere Satzungsänderungen sind nur aufgrund eines Beschlusses der Gesellschafterversammlung möglich. Sie sind grundsätzlich beim Handelsregister und beim Justizministerium an zu zeigen. Für erhebliche Änderungen wie zum Beispiel die Veränderung des Kapitals oder des Betätigungsfeld ist die Genehmigung durch das Justizministerium obligatorisch. Führen Umstände zu einem alleinigen Gesellschafter hat dieser binnen sechs Monaten einen Teil seiner Anteile zu veräußern.

### Haftungsdurchgriff
Dieses im Wesentlichen neue Rechtsinstitut im Handelsrecht auf Rechtsgrundlage des UUTP setzt der beschränkten Haftung der Gesellschafter Grenzen. Im Gesetz aufgezählt sind beispielsweise Tatbestände, in denen die Voraussetzungen für das Handeln als juristische Person nicht mehr vorliegen oder Vermögen veruntreut wird (Art. 3 Abs. 2 sowie Art. 7 Abs. 4 UUPT).

### Kapitalisierung
Das Grundkapital (modal dasar) der Gesellschaft hat mindestens 20 Mio. Rupiah (12 500 DM, Stand 1996) in Anteilen zu betragen, wovon nach Genehmigung der Gründung der PT 25 % gezeichnet und einbezahlt sein müssen (Art. 26 Abs. 1 und 2 UUPT). Zulässig sind Geschäftsanteile verschiedener Klassen, beispielsweise bezogen auf Stimm- oder Erlösrechte. Mit dem 2007 reformierten Gesellschaftsgesetz wurde das Grundkapital auf 50 Millionen Rupiah (Rp) (etwa dreitausend Euro, Stand 2021) (Art. 32 UUPT) festgesetzt.

### Gesellschaftsorgane
Gegenüber dem zeitlich vor dem UUTP wirkenden Handelsgesetzbuch sind neben die Gesellschafterversammlung (Rapat Umum Pemegang Saham) und die Geschäftsführung (Direksi) zusätzlich der Aufsichtsrat (Dewan Komisaris) als Organ gestellt worden. Die Aufgaben der Gesellschafterversammlung sind im Gesetz enumerativ aufgeführt. Beispiele sind Satzungs- oder Kapitaländerungen, Jahresabschluss, Gewinnverwendung u. a. Die ordentliche Gesellschafterversammlung hat jährlich statt zu finden, eine außerordentliche Versammlung kann von Gesellschaftern einberufen werden, die mindestens 10 % der stimmberechtigten Anteile repräsentieren. Beschlüsse erfolgen mit einfacher Mehrheit. Die alleine zur Vertretung berechtigten (Art. 83 UUPT) und im Falle von Fehlverhalten persönlich haftenden Geschäftsführern sind verantwortlich für Organisation, Kontrolle und Unternehmensplanung. Die gerichtliche und außergerichtliche Vertretung der Gesellschaft erfolgt durch die Geschäftsführer (Art. 82 UUPT). Die Mitglieder des Aufsichtsrats beraten und überwachen die Geschäftsführung (Art. 97 UUPT). Ihre Aufgaben regelt die Satzung, ebenso wie das Erfordernis für deren Zustimmung (Art. 94 Abs. 1, Art. 100 Abs. 1 UUPT) oder der Übertragung von Befugnissen (Art. 100 Abs. 2 und Abs. 3 UUPT).

### Transparenz
Geschäftsführung und Aufsichtsrat sind verpflichtet, ein Verzeichnis von Beteiligungen an der eigenen und anderen Gesellschaften zu führen, die sich in deren eigenen Händen und den Händen enger Familienangehörigen befinden (Art. 43 Abs. 2 UUPT und Art. 87, 99 UUPT).

### Jahresbericht
Geschäftsführung und Aufsichtsrat haben einen jährlichen Bericht zur Billigung durch die Gesellschafterversammlung zu erstellen. Dieser Bericht umfasst die Bilanz, die Gewinn- und Verlustrechnung, die Bezüge von Geschäftsführung und Aufsichtsrat, die Gewinnverwendung (Art. 56 UUPT, Art. 57 UUPT), einen Rechenschaftsbericht und eine Darstellung von Lage und Zielen.

### Zusammenschlüsse und Auflösung
Das Regelwerk enthält weiterhin Gesetze für den Fall von Unternehmenszusammenschlüssen und für den Fall der Auflösung und Abwicklung des Vermögens einer PT.

## PT … Persero
Gesellschaften der Rechtsform PT, die sich mehrheitlich oder vollständig in staatlicher Hand befinden, tragen den Zusatz Persero, eine Kurzform für Perusahaan perseroan, was in diesem Zusammenhang eine staatliche Unternehmung bezeichnet. Nach altem wie neuem Recht gilt für Staatsgesellschaften (Badan Usaha Milik Negara) bei der Gründung die Ausnahme, wonach sie keinen zweiten Gesellschafter benötigen (Art. 7 Abs. 6 UUPT).

## PT … terbuka
Werden die Anteile der PT an der Indonesia Stock Exchange gelistet, trägt sie den Zusatz terbuka (geöffnet), dieser wird mit Tbk (Perseroan Terbatas Terbuka oder Perseroan Terbuka)
abgekürzt. Sie entspricht der niederländischen Rechtsform für eine Aktiengesellschaft und der deutschen börsennotierten Aktiengesellschaft. Für die PT tbk ist durch Art. 59 Abs. 1 UUPT eine Pflichtprüfung erforderlich. Der Prüfungsbericht ist schriftlich über die Geschäftsführung der Gesellschafterversammlung vorzulegen. Die PT Tbk (Persero) ist eine von zwei möglichen Formen staatseigener Betriebe (Indonesisch: Badan Usaha Milik Negara – abgekürzt BUMN) in Indonesien, die in den Zuständigkeitsbereich des Ministerium für staatliche Unternehmen (Ministry of Badan Usaha Milik negara) fallen, das die Rolle eines Gesellschafters ausübt. Im Gegensatz zur vollumfänglich staatlichen Perusahaan umum (öffentliche Unternehmung) ist die PT Tbk (Persero) Gewinn orientiert.

## PT PMA
Die Perseroan Terbatas ist die einzige Rechtsform für ausländische Investoren zur Gründung einer Kapitalgesellschaft. Die Gründung einer Tochtergesellschaft in Indonesien ist für ausländische Investoren nur in dieser Rechtsform der sogenannten PMA-Gesellschaft (PMA: Penanaman Modal Asing = ausländische Investitionen) möglich, bei der es sich um eine haftungsbeschränkte indonesische PT-Gesellschaft mit Auslandskapital handelt. Der Gebrauch anderer Gesellschaftsformen des indonesischen Handelsrechts (»Maatschap«, »Firma« oder »Commanditaire Vennootschap (C.V.)«) ist ausländischen Investoren weder als Einzelkaufleute noch in Form einer Personengesellschaft gestattet. Die Gründung ist durch das Indonesia Investment Coordinating Board BKPM (BKPM – Badan Koordinasi Penanaman Modal), das im Jahre 2021 in ein selbstständiges Investitionsministerium gewandelt wurde, zu genehmigen ((Art. 16 des Decree of the State Minister for Mobilization of Investment Funds/Chairman of the Investment Coordinating Board No. 21/SK/1996 v. 15. Juli 1996). Dieses Ministerium kontrolliert auch die Übertragung von Anteilen an PMA-Gesellschaften (Art. 20 des Decree of the State Minister for Mobilization of Investment Funds/Chairman of the Investment Coordinating Board No. 21/SK/1996 v. 15. Juli 1996). Für die Gründung einer PT PMA wurde die Mindestinvestitionssumme durch die Regulation of the Head of the Investment Coordinating Board No. 5/2013 auf 10 Milliarden Rp (etwa 600.000 Euro, Stand 2020) fest gesetzt, das bei der Unternehmenserrichtung zu erbringende Mindestkapital beträgt 2,5 Milliarden Rp (etwa 150.000 Euro, Stand 2020). Erforderlich sind zwei Anteilseigner und je nach Branche können bis zu einhundert Prozent des Kapitals im Eigentum ausländischer Investoren sein. Die Debt-to-Equity-Ratio, das heißt das Verhältnis zwischen Fremd- und Eigenkapital, beläuft sich regelmäßig auf ein Verhältnis von 3:1. Die sogenannte Negativliste beschränkt die Geschäftsfelder, in denen die PMA-Gesellschaft tätig werden darf. Ausländer können Kraft des Ministerial Decree No. 40/2012 nicht die Position des Personalleiters innehaben beziehungsweise rechtlich verantwortlich für Einstellungen oder Entlassungen sein.